# Dusona holmgrenii
Dusona holmgrenii là một loài tò vò trong họ Ichneumonidae.